# Cranio di Hofmeyr
Il Cranio di Hofmeyr, reperto Hofmeyr 1, è un fossile di teschio di un ominide della specie Homo sapiens datato a 37.000 anni fa, rinvenuto vicino a Hofmeyr in Sudafrica nel 1952 da Chris Hattingh.

## Descrizione
Il teschio è stato trovato negli anni cinquanta sulla superficie di un burrone erosivo, il letto di un canale asciutto del fiume Vlekpoort, nei pressi di Hofmeyr, piccola città della provincia del Capo Orientale, in Sudafrica. Non sono state trovate nelle vicinanze altre ossa o artefatti contemporaneamente al teschio. Il teschio è uno dei pochi campioni africani di oltre 30000 anni, dato che altri più recenti si attestano sui 20000.
Negli anni novanta Alan Morris, dell'università di Città del Capo, notò il teschio nel Port Elizabeth Museum. In seguito lo mostrò a Frederick Grine, un antropologo ed natomista della State University of New York at Stony Brook, il quale svolse uno studio dettagliato.

## Esamina
Non fu possibile datare il teschio con il tradizionale metodo del carbonio-14, dato che il carbonio era uscito dall'osso. Fu invece utilizzata una nuova tecnica che combinava luminescenza stimolata otticamente e datazione all'uranio. Il metodo era stato sviluppato da Richard Bailey della Oxford University. La terra contenuta all'interno della cavità cranica (la parte centrale) fu datata con questo metodo, assieme ad una tecnica di radiazioni. In base all'ipotesi che la terra contenuta nel teschio sia contemporanea alla sepoltura, e quindi al teschio in sé, l'età fu stimana in 36200 ± 3200 anni. La datazione ha anche ipotizzato che il teschio "non fosse mai stato dissepolto o trasportato lontano dal luogo dell'originaria sepoltura". Il materiale contenuto nel teschio non può essere stato asportato dallo scorrimento dell'acqua, dato che "la forza richiesta per questo avrebbe danneggiato il teschio", che invece non mostra segni.
La parte bassa anteriore del cranio è danneggiata. L'angolo della mandibola, il processo mastoideo del temporale destro, e buona parte dell'occipite non sono presenti. La struttura coronale è rotta, ed i terzi molari sono molto rovinati, il che fa capire che l'uomo aveva raggiunto una certa età. Il proprietario del teschio era stato ferito sopra l'occhio sinistro, e questa ferita era stata parzialmente curata prima della morte. Il danno più grave al teschio, comunque, fu causato durante l'immagazzinamento e la "scarsa cura" dopo la sua scoperta del 1952. Dalle foto del 1968/1998 si desume anche la perdita di un osso.

## Analisi
Il fossile di Hofmeyr è stato paragonato ai teschi dell'Africa subsahariana, compresi quelli dei Khoisan, geograficamente vicini al luogo del ritrovamento. Tramite misure tridimensionali e tecniche di mappatura, Katerina Harvati del Max Planck Institute for Evolutionary Anthropology di Lipsia, Germania, scoprì che il teschio di Hofmeyr è molto diverso dagli altri Sub-Sahariani. Questa dichiarazione fu fatta col 95% di probabilità. In ogni caso il teschio fu giudicato molto simile ai Cro-magnon, vissuti in Eurasia nel paleolitico superiore, ovvero contemporaneamente al proprietario del teschio.
Alan Morris affermò che l'uomo a cui apparteneva il teschio "non sarebbe assomigliato ad un moderno africano o europeo, o ad un Khoisan, ma è comunque considerabile come un essere umano moderno".
Il teschio dimostra che 36000 anni fa gli uomini che abitavano l'Africa e quelli che abitavano l'Eurasia erano simili. Questa prova supporterebbe la recente ipotesi dell'origine comune, secondo cui gli uomini anatomicamente moderni si evolsero in Africa tra i 200 000 ed i 100 000 anni fa. Membri di questo gruppo avrebbero lasciato l'Africa tra i 65000 ed i 25000 anni fa, espandendosi nel resto del mondo e sostituendo gli altri Homo presenti.